# Julie Nivoix
Julie Nivoix (* 14. Juli 1989 in Creutzwald, Lothringen) ist eine französische Triathletin und Bronze-Gewinnerin der U23-Staatsmeisterschaft 2011.

## Werdegang
Julie Nivoix war in ihrer Jugend im Schwimmsport aktiv.
2007 wurde sie Französische Vize-Staatsmeisterin im Aquathlon.
Zwischen 2002 und 2008, damals noch bei Tri Lorbach, konnte Nivoix vier Mal den Aquathlon von Vittel gewinnen.
Seit 2009 ging Nivoix für TCC 36 (Triathlon Club Châteauroux 36) in der französischen Clubmeisterschaftsserie Grand Prix de Triathlon an den Start. Bei ihrem Einstand in Tours (19. Juli 2009) wurde sie 24.
2011 wurde sie Dritte bei der U23-Staatsmeisterschaft.
Nivoix studierte an der Universität Nancy und gewann 2012 den Wettbewerb (concours) für Sportlehrer (EPS). Trotz des Trainingsrückstandes vertrat sie weiterhin TCC 36 und wurde in Dünkirchen (20. Mai 2012) 52., in Paris (7. Juli 2012) 41. und in Nizza (16. September 2012) 50. Ihr Verein erreichte den vierten Platz (unter 13 Damen-Mannschaften).
Nivoix nahm auch außerhalb von ITU-Bewerben an internationalen Triathlons teil, so etwa jenem in Karukera, Guadeloupe. Am 21. November 2010 und am 20. November 2011 gewann sie Gold. 2014 wechselte sie zum Verein Tri Val de Grey.
Bei den Französischen Staatsmeisterschaften 2017 auf der Triathlon-Kurzdistanz wurde sie Elfte.
Julie Nivoix lebte bis 2012 in Toulouse und seitdem in Ézanville.

## Sportliche Erfolge
| Datum/Jahr    | Rang | Wettbewerb                                                      | Austragungsort    | Zeit       | Bemerkung                                                                         |
| ------------- | ---- | --------------------------------------------------------------- | ----------------- | ---------- | --------------------------------------------------------------------------------- |
| 2. Sep. 2017  | 11   | FRA Triathlon National Championships CD                         | Quiberon          | 01:00:38   | bei der Französischen Staatsmeisterschaft hinter der Siegerin Cassandre Beaugrand |
| 22. Mai 2016  | 6    | FRA Triathlon National Championships CD                         | Frankreich        | 01:02:46   |                                                                                   |
| 7. Mai 2016   | 2    | ATU Sprint Triathlon African Cup                                | Larache           | 01:07:10   |                                                                                   |
| 4. Okt. 2015  | 8    | FRA Triathlon National Championships CD                         | Frankreich        | 01:02:08   | hinter der Siegerin Emmie Charayron                                               |
| 10. Aug. 2014 | 3    | ETU Triathlon European Cup and Mediterranean Championships      | Loutraki          | 01:03:45   |                                                                                   |
| 28. Sep. 2014 | 8    | FRA Triathlon National Championships                            | Frankreich        | 01:02:45   | bei der Französischen Staatsmeisterschaft                                         |
| 10. Aug. 2014 | 15   | Embrunman                                                       | Embrun            | 01:17:39   | Grand Prix de Triathlon F.F.TRI                                                   |
| 3. Aug. 2014  | 7    | ITU Triathlon European Cup                                      | Istanbul          | 01:03:56   |                                                                                   |
| 21. Juni 2014 | 3    | ATU Sprint Triathlon African Cup                                | Larache           | 01:09:13   |                                                                                   |
| 29. Sep. 2013 | 18   | FRA Triathlon National Championships                            | Frankreich        | 01:09:29   | bei der Französischen Staatsmeisterschaft hinter der Siegerin Jessica Harrison    |
| 15. Okt. 2011 | 2    | ATU Sprint Triathlon African Cup                                | Larache           | 01:04:30   |                                                                                   |
| 24. Sep. 2011 | 3    | FRA Triathlon National Championship U23                         | Villiers-sur-Loir |            |                                                                                   |
| Apr. 2011     | 2    | Glatt Walliseller Triathlons                                    | Wallisellen       | 00:53:08,8 | Pro Sprint Triathlon                                                              |
| 23. Aug. 2009 | 19   | ITU Triathlon European Cup                                      | Karlsbad          | 02:10:58   |                                                                                   |
| 27. Juni 2008 | 16   | FISU Universitäts-Weltmeisterschaft                             | Erdek             | 02:23:22   |                                                                                   |
| 10. Mai 2008  | 18   | ETU Short Distance Triathlon European Championship Junior Women | Lissabon          |            | Triathlon-Junioren-Europameisterschaft                                            |

| Datum/Jahr    | Rang | Wettbewerb                           | Austragungsort | Zeit    | Bemerkung                                   |
| ------------- | ---- | ------------------------------------ | -------------- | ------- | ------------------------------------------- |
| 26. Feb. 2012 | 3    | Aquathlon Indoor de Vittel           | Vittel         | 07:11.5 |                                             |
| 27. Feb. 2011 | 2    | Aquathlon Indoor de Vittel           | Vittel         | 07:40   | Zweite hinter Cassandre Beaugrand           |
| 28. Feb. 2010 | 3    | Aquathlon Indoor de Vittel           | Vittel         | 07:01   |                                             |
| 1. März 2009  | 3    | Aquathlon Indoor de Vittel           | Vittel         | 07:00.1 |                                             |
| 24. Feb. 2008 | 1    | Aquathlon Indoor de Vittel           | Vittel         | 07:01.8 |                                             |
| 25. Feb. 2007 | 1    | Aquathlon Indoor de Vittel           | Vittel         | 07:04.3 |                                             |
| 2007          | 2    | FRA Aquathlon National Championships | Arnay-le-Duc   |         | Französische Vize-Staatsmeisterin Aquathlon |
| 5. März 2006  | 1    | Aquathlon Indoor de Vittel           | Vittel         | 07:02.0 |                                             |
| 20. Feb. 2005 | 4    | Aquathlon Indoor de Vittel           | Vittel         | 07:22.0 | hinter der Siegerin Daniela Ryf             |
| 9. März 2003  | 3    | Aquathlon Indoor de Vittel           | Vittel         | 07:01.1 | hinter Marion Lorblanchet                   |
| 10. März 2002 | 1    | Aquathlon Indoor de Vittel           | Vittel         | 06:48.7 |                                             |